# Lascelles Brown
Lascelles Brown, född den 12 oktober 1974 i May Pen, Jamaica, är en jamaicansk och därefter kanadensisk bobåkare.
Han tog OS-silver i herrarnas tvåmanna i samband med de olympiska bobtävlingarna 2006 i Turin.
Därefter tog Brown OS-brons i herrarnas fyrmanna i samband med de olympiska bobtävlingarna 2010 i Vancouver.